# New Skin for the Old Ceremony
New Skin for the Old Ceremony je čtvrté studiové album kanadského hudebníka Leonarda Cohena, vydané v srpnu roku 1974 prostřednictvím hudebního vydavatelství Columbia Records. O jeho produkci se společně s Cohenem staral John Lissauer. Píseň „Chelsea Hotel #2“ je pokračováním písně „Chelsea Hotel“, kterou Cohen hrál při svých koncertech.

## Seznam skladeb
Autorem všech skladeb je Leonard Cohen.
| Pořadí | Název                   | Délka |
| ------ | ----------------------- | ----- |
| 1.     | Is This What You Wanted | 4:13  |
| 2.     | Chelsea Hotel #2        | 3:06  |
| 3.     | Lover Lover Lover       | 3:19  |
| 4.     | Field Commander Cohen   | 3:59  |
| 5.     | Why Don't You Try       | 3:50  |
| 6.     | There Is a War          | 2:59  |
| 7.     | A Singer Must Die       | 3:17  |
| 8.     | I Tried to Leave You    | 2:40  |
| 9.     | Who by Fire             | 2:33  |
| 10.    | Take This Longing       | 4:06  |
| 11.    | Leaving Green Sleeves   | 2:38  |

## Obsazení
- Leonard Cohen – zpěv, kytara
- John Lissauer – dřevěné dechové nástroje, klávesy, doprovodné vokály
- Emily Bindiger – doprovodné vokály
- Gerald Chamberlain – pozoun
- Erin Dickins – doprovodné vokály
- Lewis Furey – viola
- Ralph Gibson – kytara
- Armen Halburian – perkuse
- Janis Ian – zpěv
- Gail Kantor – doprovodné vokály
- Jeff Layton – banjo, mandolína, kytara, trubka
- Barry Lazarowitz – perkuse
- Roy Markowitz – bicí
- John Miller – baskytara
- Don Payne – baskytara